# Зеленаші

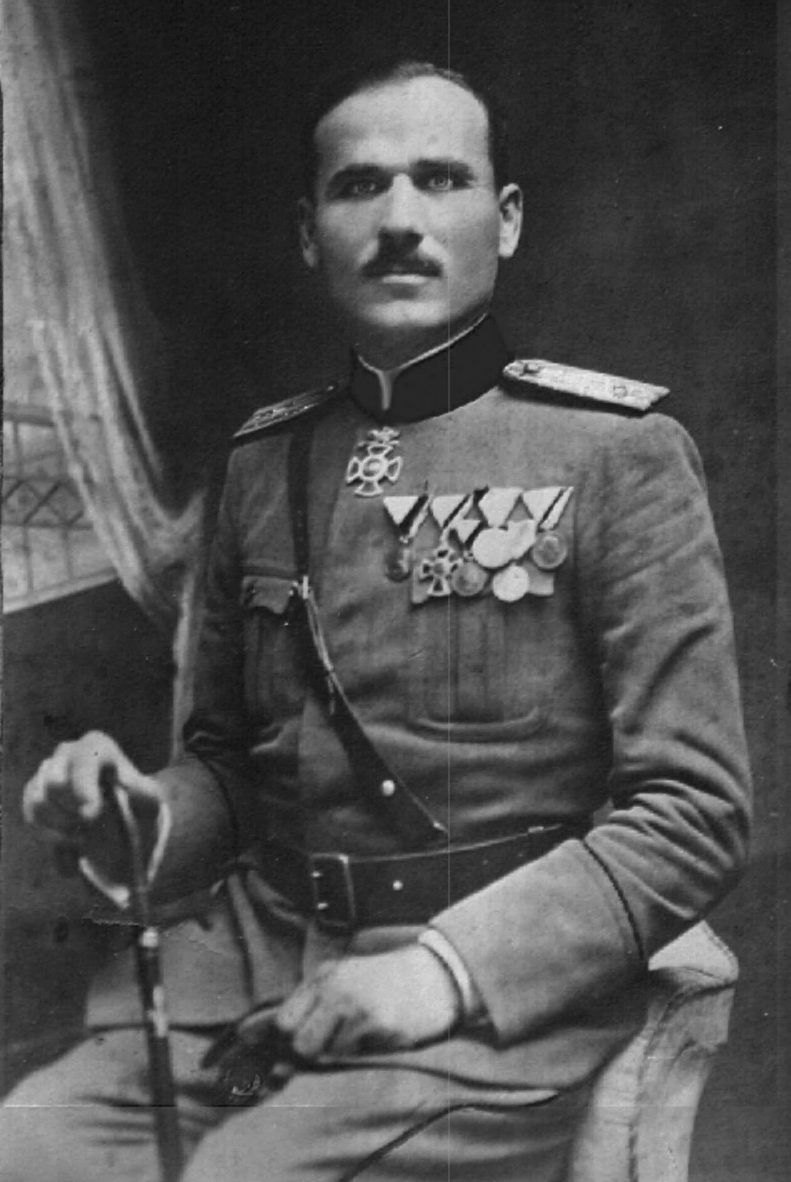
Крсто Зрнов Попович, найвідоміший лідер групи Зеленаші

Зеленаші (серб. Зеленаши) — прихильники незалежної Чорногорії на початку XX століття. Отримали свою назву за кольором виборчих бюлетенів на виборах депутатів «Великих народних зборів», що мали вирішити подальшу долю держави після першої світової війни. Лідерами зеленашів були Крсто Попович, Новиця Радович і Йован Пламенац.
Зеленаші зібрали на виборах більшість голосів в чорногорській столиці Цетинє, тому прихильники приєднання держави до Сербії перенесли засідання зборів до лояльнішої до них Подгориці. А більше сотні найактивніших зеленашів кинули до в'язниці. Однак прихильників незалежності арешти не налякали. Вже за місяць біля Цетинє, Рієки Црноєвича і Вірпазара діяли партизанські загони. Їхні ватажки не заперечували проти утворення єдиної південнослов'янської держави, однак вимагали визнати «Великі народні збори» неповноважними і провести справді вільні вибори.
Коли партизани спробували увійти до Цетинє, сербські вояки відкрили по ним вогонь. Це стало сигналом до початку Різдвяного повстання 1918 року. На чолі повстанців став Крсто Попович. Союзницьке командування, однак, підтримало сербів, і за кілька місяців головні вогнища спротиву були придушені. Спроба зеленашів висадити влітку 1919 року збройний десант на узбережжі біля Бара завершилася невдало. Партизанська боротьба, однак, тривала. Біля Нікшича і в Катунській нахії повстанці билися до 1924 року, а в Ровцях — аж до початку 1929 року.
Придушення опору супроводжувалося каральними акціями проти селянам, які підтримували зеленашів. «Бунтівникам» забороняли користуватися вигонами і торгувати на ринках. Тих, хто наважувався протестувати, кидали до в'язниці.
Оскільки зеленаші могли діяти лише підпільно, вони зазвичай підтримували Чорногорську партію (федералістів), яких згодом почали розглядати як «легальне крило» їхнього руху.
У роки Другої світової війни зеленаші створили збройні загони на чолі з Крсто Поповичем, а згодом і так звану Ловченську бригаду з колишніх зеленашів. Бригаду розгромили югославські партизани. Втім, більшість озброєних зеленашів згодом і самі приєдналися до партизанів — заливши свого команувача Поповича наодинці.